# Burg Návarov
Die Burg Návarov (deutsch Nawarow) ist eine Ruine einer Felsenburg etwa sieben Kilometer nordöstlich von Železný Brod in Tschechien. Sie erhebt sich über dem Zusammenfluss des Baches Zlatník mit der Kamenice und war Sitz einer Herrschaft, die bis tief in das Isergebirge reichte. Die Burg selbst bestand aus einem Burgpalast im Westen und weiteren Gebäuden im Süden.
Die Burg entstand vermutlich im 14. Jahrhundert. Der Burgname wurde erstmals 1365 im Zusammenhang mit Heřman z Heřmanic erwähnt. Der erste belegte Eigentümer der Burg ist Heinrich von Waldstein (Jindřich z Valdštejna). 1397 war sie im Besitz des königlichen Hofmarschalls Johann Čuch von Zásada. Dessen Sohn Peter erlitt während der Hussitenkriege in seinen Ländereien großen wirtschaftlichen Schaden und verlor die Burg. Mit Hilfe des Königs Georg von Podiebrad bekam er später die Burg zurück. Čuchs Tochter gab wegen ihrer hohen Verschuldung einen großen Teil der Güter und die Burg an den König zurück.
Georg von Podiebrad hatte an der Burg kein Interesse und verkaufte sie 1452 an Nikolaus Zajíc von Hasenburg (Mikuláš Zajíc z Házmburga). Damit wurde eine politisch einflussreiche und in dieser Zeit bedeutende Adelsfamilie Eigentümer der Burg. Die nächsten Besitzer waren ab 1474 Aleš Šanovec von Šanov und ab 1489 die Herren von Tannfeld. Sie verkauften die Burg Návarov 1492 an Hans von Oelsnitz.
1502 gehörte die Burg Johann dem Älteren von Schumburg (Jan starší ze Šumburka), danach 1505 Alexander von Laisnek (Alexandr z Laisneku), 1508 Johann und Bernhard von Waldstein und 1511 Johann von Boskowitz.
1515 kaufte Zikmund Smiřický von Smiřice die Herrschaft und baute die Burg aus. In dessen Familie blieb sie bis zur Konfiskation 1622. Danach wurde sie an Albrecht von Waldstein übereignet. Er gliederte Návarov in sein Herzogtum Friedland ein, vergab es aber als Lehen bereits 1627 an Peter Antonius de Lamotte und von Frintrop.
Im Dreißigjährigen Krieg wurde die Burg 1643 von den Schweden eingenommen und ein Jahr später von der kaiserlichen Armee zurückerobert. Um weitere Besetzungen zu vermeiden, wurde sie 1644 bis auf die Grundmauern zerstört.